# 1919 Clemence
Clemence (asteroide 1919) é um asteróide da cintura principal, a 1,7518116 UA. Possui uma excentricidade de 0,0950982 e um período orbital de 983,83 dias (2,69 anos).
Clemence tem uma velocidade orbital média de 21,40670323 km/s e uma inclinação de 19,33492º.
Esse asteroide foi descoberto em 16 de Setembro de 1971 por James Gibson, Carlos Cesco.